# Dragan Paljic
Dragan Paljić (Starnberg, 8. travnja 1983.) bivši je njemački nogometaš srpskog porijekla koji je igrao na poziciji vezog.